# Michael Roemer
Michael Roemer (* 1. Januar 1928 in Berlin; † 20. Mai 2025 in Townshend, Vermont) war ein amerikanischer Filmregisseur, Filmproduzent und Drehbuchautor. Er gewann mehrere Preise für seine Filme und war Empfänger eines Guggenheim-Stipendiums. Von 1966 bis 2017 war er Professor an der Yale University.

## Bücher
- Telling Stories: Postmodernism and the Invalidation of Traditional Narrative. (1997) University Press of America, Inc. ISBN 1-57309-035-2.
- Film Stories. Vol. 1, Scarecrow Press (2001) ISBN 0-8108-3909-1.
- Film Stories. Vol. 2, Scarecrow Press (2001) ISBN 978-0-8108-3911-3.
- Shocked But Connected: Notes on Laughter. Rowman & Littlefield Publishers (2012) ISBN 978-1442217560.

## Filmographie
- A Touch of the Times (1949)
- Cortile Cascino (1962), Dokumentarfilm
- Nothing But a Man (1964), koproduziert mit Robert M. Young und Robert Rubin, mit Ivan Dixon and Abbey Lincoln
- Faces of Israel (1967)
- Das Komplott gegen Harry (The Plot Against Harry) (1969 / erstmals 1989 gezeigt), koproduziert mit Robert M. Young
- Dying (1976), documentary
- Vengeance is Mine, Originaltitel Haunted (1984), mit Brooke Adams

## Fernsehen
- Pilgrim, Farewell (1980), mit Christopher Lloyd
- Haunted (1984), mit Brooke Adams; bekannt als Vengeance is Mine, eine American Playhouse-Produktion[3]